# احتكار العنف

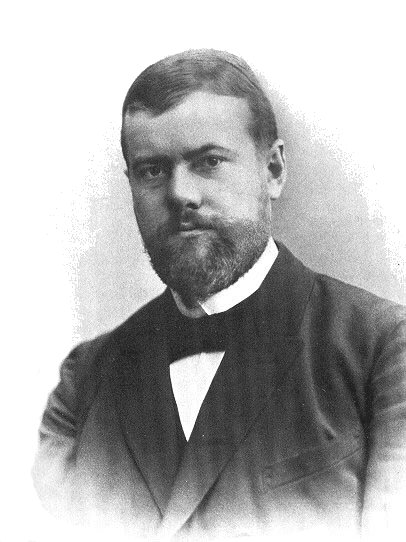

يُعد احتكار العنف أو احتكار الاستخدام القانوني للقوة البدنية مفهومًا أساسيًا للقانون العام الحديث، والذي يعود إلى كتاب جان بودين لعام 1576م بعنوان Les Six livres de la République وكتاب Thomas Hobbes لعام 1651 للكتاب Leviathan. باعتباره المفهوم المحدد للدولة ، تم وصفه لأول مرة في علم الاجتماع من قبل ماكس ويبر في مقالته السياسة باعتبارها مهنة (1919).  يزعم ويبر أن الدولة هي " Gemeinschaft المُجتمع البشري الوحيد الذي يدعي احتكار الاستخدام الشرعي للقوة البدنية. ومع ذلك، يقتصر هذا الاحتكار على منطقة جغرافية معينة، وفي الواقع هذا الاقتصار على منطقة معينة هو واحدة من الأشياء التي تحدد الدولة ".  بمعنى آخر، يصف ويبر الدولة بأنها أي مُنظَمة تنجح في الاحتفاظ بالحق الحصري في استخدام القوة البدنية أو التهديد بها أو التصريح بها ضد سكان إقليمها. مثل هذا الاحتكار، وفقًا لويبر، يجب أن يحدث عبر عملية شرعية.

## نظرية ماكس ويبر
كتب ماكس ويبر في كتاب السياسة كمهنة أن السمة الأساسية لقيام الدولة هي ادعاء مثل هذا الاحتكار. كان تعريفه الموسع هو أن "الدولة" يرتبط وجودها وهيمنتها باستطاعتها تطبيق "احتكار الاستخدام الشرعي للقوة البدنية" ، ((بالألمانية: das Monopol legitimen physischen Zwanges)‏) في إنفاذ أمرها. "   تم إضفاء الطابع الرسمي على مفهوم ويبر لإظهار أن القوة الشرطية الحصرية للدولة تُفيد الرفاهية الاجتماعية عن طريق الملكية الخاصة لاحتقار القوة، شريطَة أن تتصرف الدولة بشكل جيد لصالح مواطنيها. 
وفقا لويبر، فإن الدولة هي "المجتمع البشري الذي (ينجح) باحتكار الاستخدام المشروع للعنف داخل إقليم معين." الشرطة العامة والجيش هما أداتان رئيسيتان، لكن قد يعتبر الأمن الخاص أو الشخصي أيضًا "حقًا" في استخدام العنف طالما أن المصدر الوحيد لهذا الحق المفترض هو موافقة الدولة. طبق ويبر عدة محاذير على مناقشته لاحتكار الدولة للعنف:
- لقد قصد البيان كملاحظة معاصرة، مشيرًا إلى أن العلاقة بين الدولة واستخدام القوة البدنية لم تكن قريبة جدًا دائمًا. يستخدم ويبر مثال الإقطاع ، حيث كانت الحرب الخاصة مسموح بها في ظل ظروف معينة، والمحاكم الدينية ، التي كان لها اختصاص وحيد على بعض أنواع الجرائم، لا سيما البدع والجرائم الجنسية (وبالتالي اسم الشهرة "محاكم البادي bawdy courts"). بغض النظر، توجد الدولة في أي مكان تستطيع فيه سلطة واحدة التصريح بشكل مشروع بالعنف.
- وللأسباب نفسها، لا يعني "الاحتكار" أن الحكومة وحدها هي التي يمكن أن تستخدم القوة البدنية، ولكن الدولة هي المجتمع البشري الذي يدعي بنجاح لنفسه هو المصدر الوحيد للشرعية لجميع الإكراه البدني أو الفصل في الإكراه. على سبيل المثال، قد يسمح القانون للأفراد باستخدام القوة للدفاع عن أنفسهم أو ممتلكاتهم، لكن هذا الحق مستمد من سلطة الدولة. هذا يتعارض مباشرة مع مبادئ التنوير للسيادة الفردية التي تفوض السلطة للدولة عن طريق الرضا، ومفاهيم القانون الطبيعي التي تنص على أن الحقوق الفردية المستمدة من الملكية الذاتية الحقيقية الموجودة قبل الدولة ويتم الاعتراف بها وضمانها فقط من قِبل الدولة والتي قد تكون مقيدة من الحد منها بموجب القانون الدستوري.

### انتقادات لويبر
يُجادل روبرت هنريكس باتس بأن الدولة نفسها ليس لديها قوة عنيفة. بدلاً من ذلك، يمتلك الناس كل قوة الإكراه لضمان بقاء النظام العام وغيره.  يَدُل على ذلك أن هناك حدود للرفاهية في المجتمعات بلا دولة، والتي لا يمكن تجاوزها إلا إذا تم استخدام مستوى من الإكراه أو العنف لرفع درجة تعقيد الدولة. بمعنى آخر، بدون الاستثمار في القوات مثل الشرطة أو أي نوع من آليات التنفيذ، لا يمكن للدول المبكرة التمتع بقانون ونظام (أو ازدهار) الدول الأكثر تقدماً.

## آراء آخري
حسب ريموند آرون ، تتميز العلاقات الدولية بغياب الشرعية المعترف عليها على نطاق واسع (احتقار العنف) في التعامل بين الدول. 
تأخذ مارثا ليزابيث فيلبس، الكتابة في السياسة والسياسة ، أفكار ويبر حول شرعية الأمن الخاص خطوة إلى الأمام. تدعي فيلبس أن استخدام الدولة للجهات الفاعلة الخاصة يظل مشروعًا إذا وفقط إذا كان العسكريون خاضعون للدولة. 